# Гриф чорний
Гриф чорний (Aegypius monachus) — вид яструбоподібних птахів родини яструбових (Accipitridae).

## Морфологічні ознаки та визначення у природі
Загальна довжина тіла 75-100 см, довжина крила 72-85 см, розмах крил 250-300 см. Маса самок до 7,5, самців до 6,5 кг, іноді навіть більше. Дорослі птахи темно-бурі, комір навколо шиї та пух на шиї — світло-бурі. У молодих птахів все оперення, в тому числі й шия, темно-бурі.
У природі чорного грифа легко визначити за розмірами, темним забарвленням оперення (в тому числі й голови, це відрізняє грифа від сипа білоголового), характерним силуетом у польоті: широкі крила, втягнута голова, короткий клиноподібний хвіст. Довго ширяють високо в повітрі, роблячи широкі кола. Помітивши поживу, круто і швидко пікірують з висоти з гучним шумом крил. Голос — шипіння і хрипле каркання.

## Ареал
Поширений в Південній Європі, Північній Африці, Передній і Центральній Азії. Зимують у південних районах. В Україні гніздяться лише в Криму поодинокими парами. В інших областях рідкісні залітні птахи. Улюблені місця перебування — верхня межа лісу у високих гірських пасмах.

## Чисельність
Чисельність виду оцінюється у 7,200−10,000 пар, у тому числі 1700−1900 пар гніздиться в Європі та 5500−8000 пар − в Азії.
За даними останнього видання Червоної книги України (2009) кримська популяція грифа чорного не перевищує 50 особин, з яких щороку гніздиться 5-11 пар.

## Особливості біології

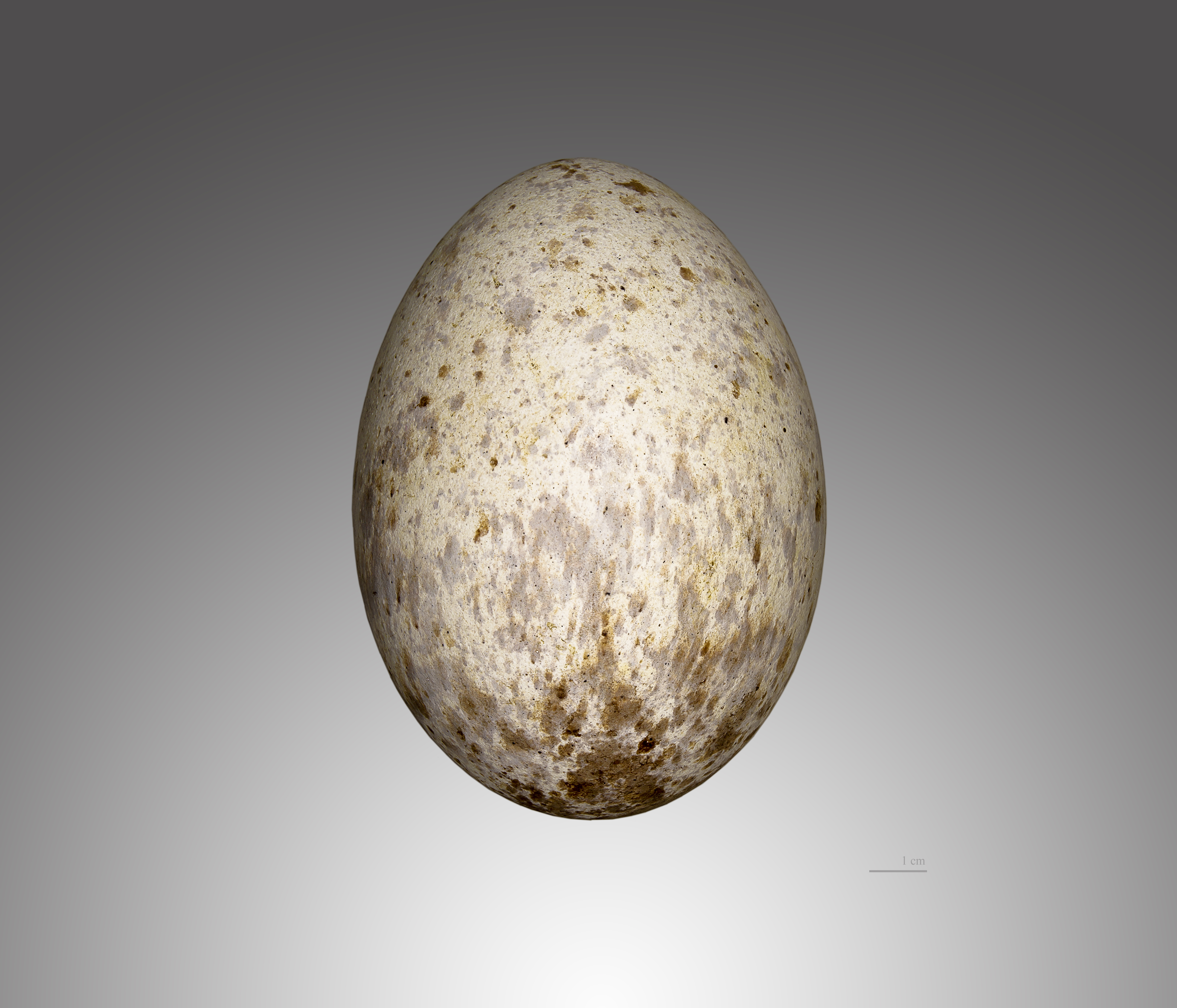
Яйце Aegypius monachus

Живляться грифи чорні м'ясом і кістками мертвих тварин, тобто є некрофагами. Проковтують разом з м'ясом кістки, шерсть, які частково перетравлюють, частково викидають у вигляді пелеток.
Гніздяться рано. Уже у двадцятих числах березня в гніздах буває одне біле з рудувато-бурими плямами яйце. Гнізда завжди на деревах (у Криму на верхівках кримської сосни), із сухих довгих сучків і гілок, вимощені травою, шерстю, дрібними гілочками тощо. Насиджують обидва птахи, близько 55 днів. Пташенята лишаються в гнізді дуже довго, протягом 3,5—4 місяців, вилітають у серпні або навіть у вересні.

## Охорона
Грифи чорні є корисними та рідкісними птахами. Охороняються Конвенцією з міжнародної торгівлі вимираючими видами дикої фауни і флори (CITES) (Додаток II), Боннською (Додаток II) та Бернською (Додаток II) конвенціями. Вид внесений до Червоного списку Міжнародного Союзу Охорони Природи, Європейського червоного списку та Червоної книги України (1994, 2009) (статус — вразливий).

## Галерея

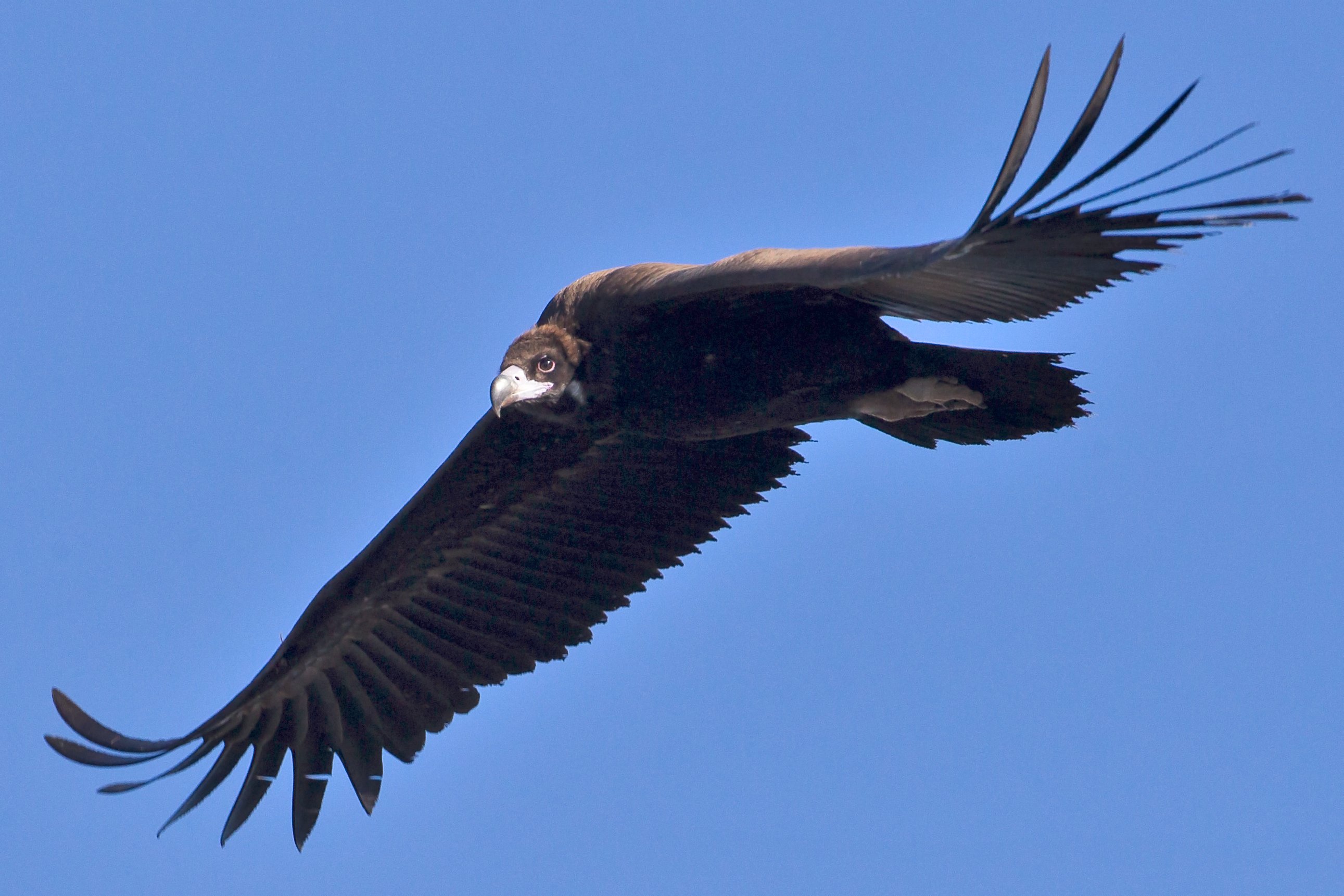
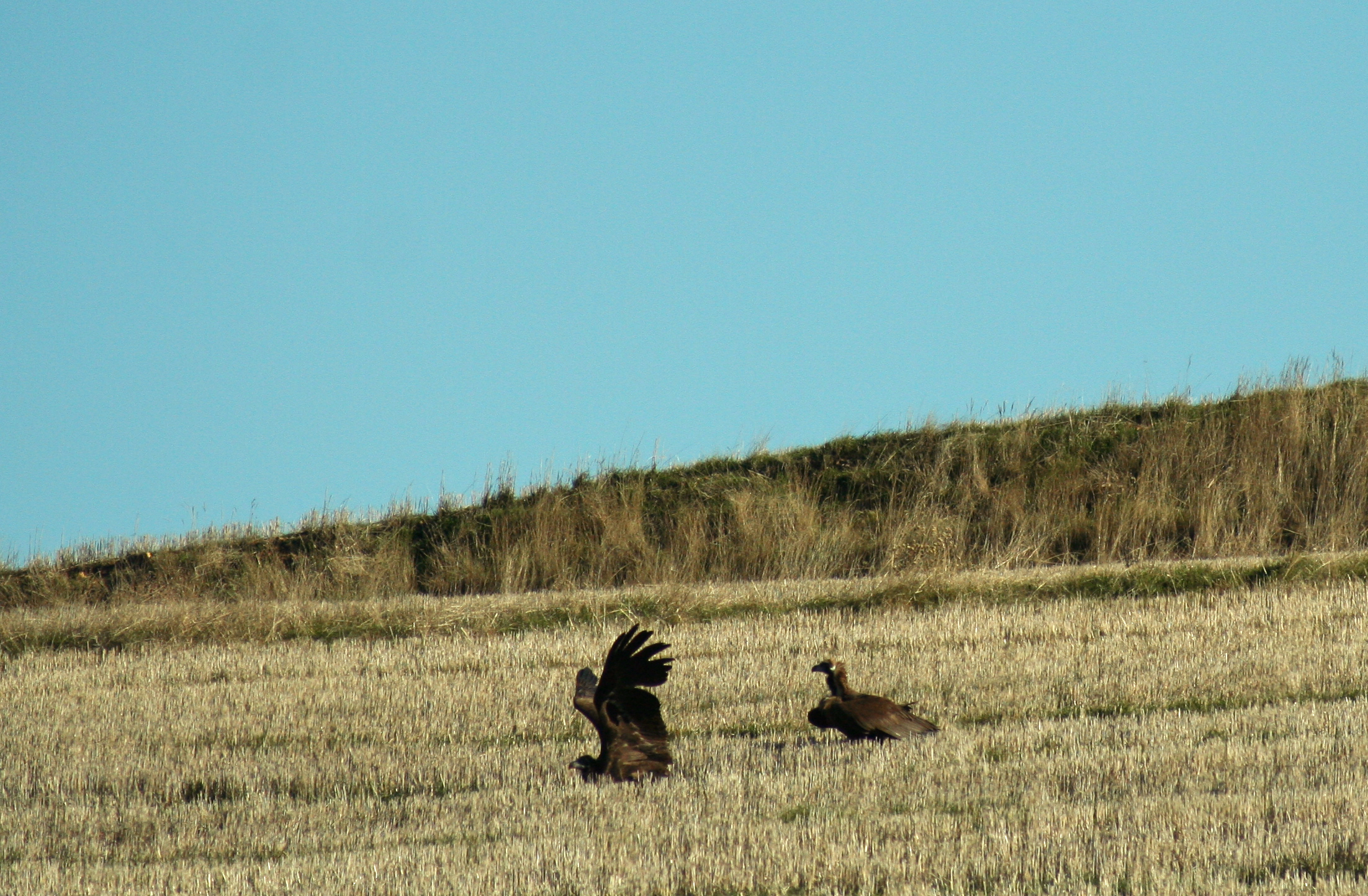
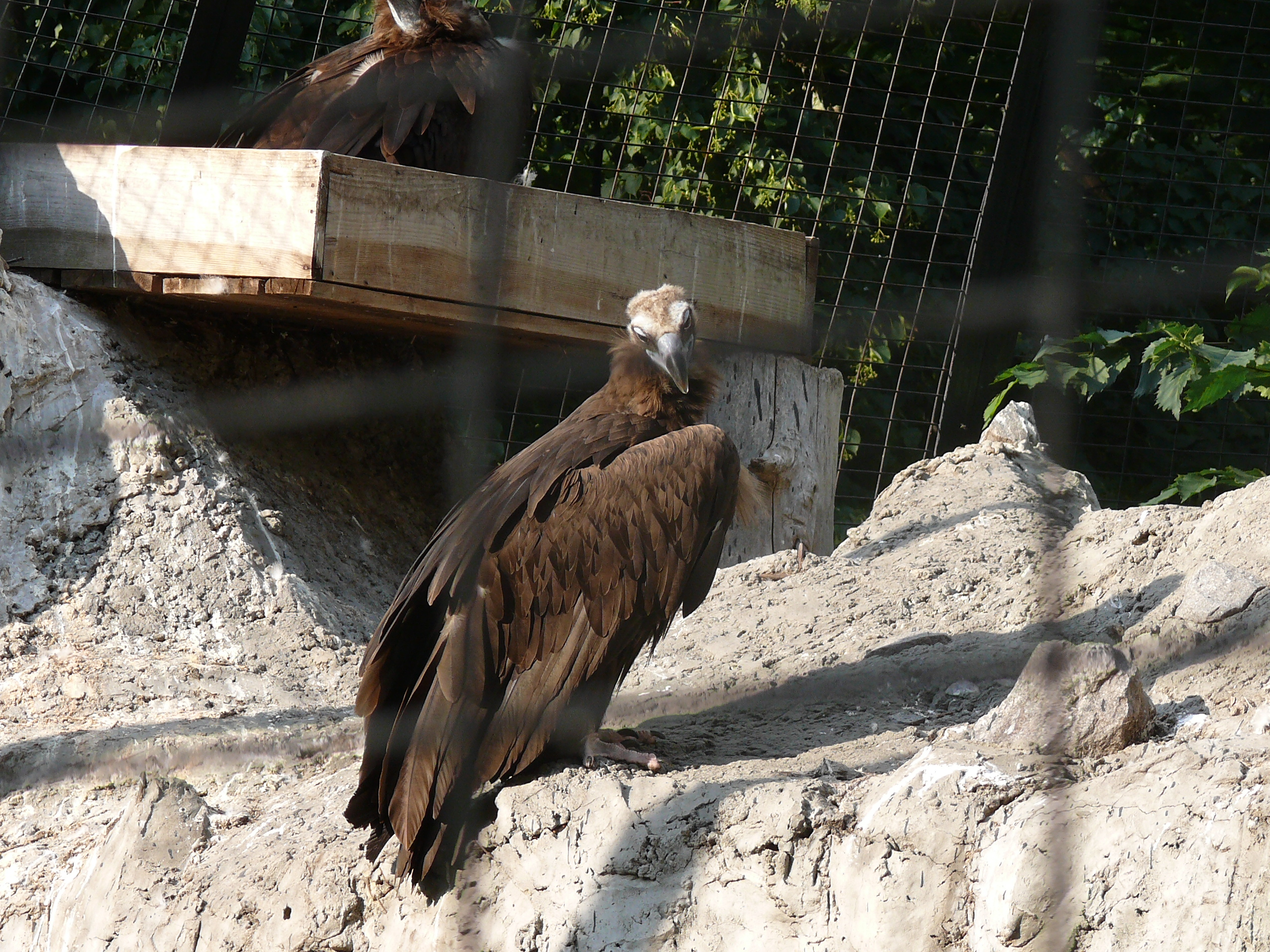
Чорні грифи у Київському зоопарку 2009
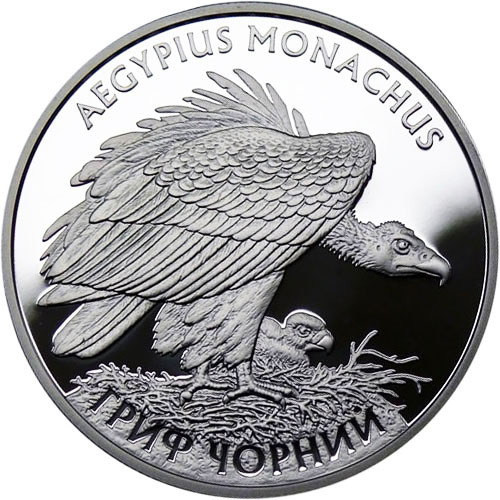
Монета номіналом 10 гривень із зображення чорного грифа